# Mémorial Znamensky
Le Mémorial des frères Znamensky (en anglais Znamensky Memorial, parfois Znamenskiy) est un meeting d'athlétisme créé en 1949, qui fait partie du Challenge mondial IAAF. Il se déroule généralement en juin au Meteor Stadium de Joukovski, en Russie. Son nom a été donné en mémoire de deux jeunes athlètes russes, coureurs de demi-fond, les frères Georgy Znamensky et Seraphim Znamensky.

## Historique

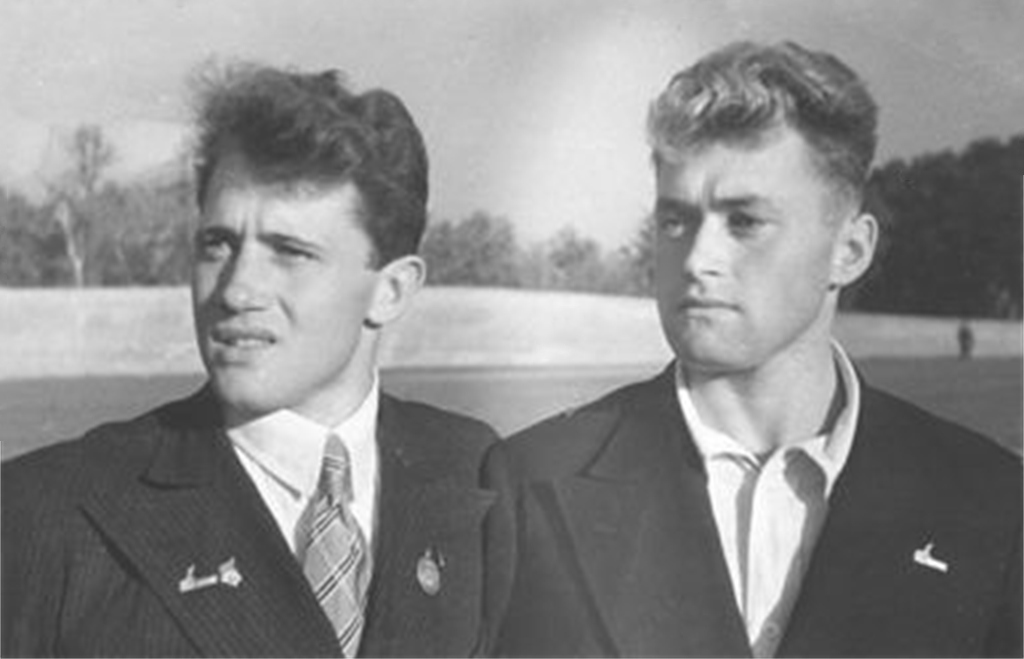
Georgy et Seraphim Znamensky dans les années 1930.

Le Mémorial Znamensky est créé en 1949 en hommage aux coureurs de fond soviétique Georgy (1903-1946) et Seraphim Znamensky (1906-1942), champions de leur pays sur plusieurs distances et détenteurs de nombreux records nationaux dans les années 1930. Il s'agit dès sa fondation d'une compétition d'athlétisme annuelle en extérieur organisée dans la ville de Joukovski. En 1958, cette compétition prend un statut international et devient l'une des compétitions majeures de l'International Association of Athletics Federations (IAAF).

## Records du meeting

### Hommes
| Épreuve           | Record         | Athlète                 | Pays             | Date | Ref |
| ----------------- | -------------- | ----------------------- | ---------------- | ---- | --- |
| 100 m             | 10 s 03        | Viktor Bryzhin          | Union soviétique | 1986 |     |
| 100 m             | 10 s 03        | Olapade Adeniken        | Nigeria          | 1996 |     |
| 200 m             | 20 s 20        | Robson Caetano da Silva | Brésil           | 1987 |     |
| 400 m             | 45 s 27        | William Collazo         | Cuba             | 2010 |     |
| 800 m             | 1 min 43 s 76  | Amine Laalou            | Maroc            | 2010 |     |
| 1500 m            | 3 min 33 s 22  | Noureddine Morceli      | Algérie          | 1996 |     |
| 3000 m            | 7 min 37 s 67  | Daniel Komen            | Kenya            | 1997 |     |
| 5000 m            | 13 min 17 s 48 | Leonard Patrick Komon   | Kenya            | 2008 |     |
| 10000 m           | 27 min 58 s 35 | Wodajo Bulti            | Éthiopie         | 1988 |     |
| 110 m haies       | 13 s 20        | Aleksandr Markin        | Union soviétique | 1988 |     |
| 400 m haies       | 48 s 08        | Derrick Adkins          | États-Unis       | 1995 |     |
| 3000 m steeple    | 8 min 10 s 59  | Roba Gary               | Éthiopie         | 2010 |     |
| Saut en hauteur   | 2,33 m         | Andrey Silnov           | Russie           | 2010 |     |
| Saut à la perche  | 5,91 m         | Yevgeniy Lukyanenko     | Russie           | 2008 |     |
| Saut en longueur  | 8,40 m         | Jaime Jefferson         | Cuba             | 1987 |     |
| Saut en longueur  | 8,40 m         | Robert Emmiyan          | Union soviétique | 1987 |     |
| Triple saut       | 17,78 m        | Mykola Musiyenko        | Union soviétique | 1986 |     |
| Lancer du poids   | 21,79 m        | Sergey Smirnov          | Union soviétique | 1986 |     |
| Lancer du disque  | 68,06 m        | Lars Riedel             | Allemagne        | 1995 |     |
| Lancer du marteau | 84,58 m        | Youri Sedykh            | Union soviétique | 1986 |     |
| Lancer du javelot | 88,90 m        | Aleksandr Ivanov        | Russie           | 2003 |     |

### Femmes
| Épreuve           | Record         | Athlète                  | Pays             | Date | Ref |
| ----------------- | -------------- | ------------------------ | ---------------- | ---- | --- |
| 100 m             | 10 s 92        | Anelia Nuneva            | Bulgarie         | 1987 |     |
| 100 m             | 10 s 92        | Merlene Ottey            | Jamaïque         | 1996 |     |
| 200 m             | 22 s 45        | Natalya Bochina          | Union soviétique | 1980 |     |
| 400 m             | 49 s 79        | Aelita Yurchenko         | Union soviétique | 1988 |     |
| 800 m             | 1 min 55 s 10  | Olga Mineyeva            | Union soviétique | 1980 |     |
| 1500 m            | 3 min 55 s 00  | Tatyana Kazankina        | Union soviétique | 1980 |     |
| 3000 m            | 8 min 34 s 35  | Tatyana Pozdnyakova      | Union soviétique | 1984 |     |
| 5000 m            | 15 min 12 s 62 | Irina Bondarchuk         | Union soviétique | 1982 |     |
| 10000 m           | 31 min 56 s 66 | Svetlana Guskova         | Union soviétique | 1986 |     |
| 100 m haies       | 12 s 48        | Natalya Grigoryeva       | Union soviétique | 1988 |     |
| 400 m haies       | 53 s 10        | Yuliya Pechenkina        | Russie           | 2002 |     |
| 3000 m steeple    | 9 min 14 s 37  | Gulnara Galkina-Samitova | Russie           | 2007 |     |
| Saut en hauteur   | 2,03 m         | Blanka Vlašić            | Croatie          | 2008 |     |
| Saut à la perche  | 4,50 m         | Yelena Isinbaeva         | Russie           | 2002 |     |
| Saut à la perche  | 4,50 m         | Tatyana Polnova          | Russie           | 2003 |     |
| Saut en longueur  | 7,52 m         | Galina Chistyakova       | Union soviétique | 1988 |     |
| Triple saut       | 14,95 m        | Inessa Kravets           | Union soviétique | 1991 |     |
| Lancer du poids   | 22,63 m        | Natalya Lisovskaya       | Union soviétique | 1987 |     |
| Lancer du disque  | 71,58 m        | Ellina Zvereva           | Union soviétique | 1988 |     |
| Lancer du marteau | 77,41 m        | Tatyana Lysenko          | Russie           | 2006 |     |
| Lancer du javelot | 64,49 m        | Valeria Zabruskova       | Russie           | 2003 |     |